# コーンロウ

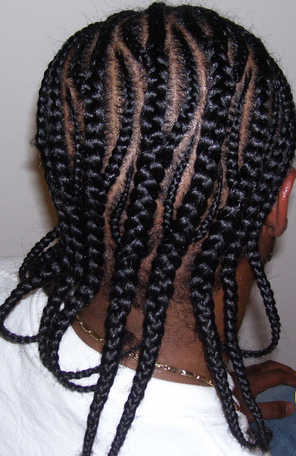
コーンロウ

コーンロウ（英: cornrow）は頭髪スタイリング、セットのひとつ。編み上げて出来上がったスタイルがトウモロコシ（corn）に似ていることから、このように呼ばれる。

## 特徴
最低15 cm前後の頭髪が必要で、長ければ長いほど編みやすい。頭髪をいくつかにブロック分けし、ブロックごとに髪を三つ編みで頭皮に沿って編み込んでいく。全体を編む場合もあれば、半頭（前半分）、側頭などの一部のみを編む場合もある。セットに近いため長期は持続しない髪型であり、10日ほどはキープできるが、三つ編みが緩んでくるため、その後は編み直す必要がある。アジア人の場合は、直毛が多いため、特にほどけやすい。黒人のような縮毛の方がほどけづらく、長く髪型をキープ出来ることから、アフロパーマをかけてから編むと、若干長持ちする。
前頭部から後頭部に一直線に編んでいくのが基本形で、大体前頭で12 - 20本くらいの三つ編みを編み込んでいく。ブロック分けによっては三つ編みをカーブさせたり、クロスさせることもでき、最近は複雑なパターンのコーンロウも作られる。ヘアーエクステンションを一緒に編み込む事により、髪の量を増やしボリュームを増したり、カラーエクステンションを用いてラインにアクセントを持たせるなど、様々な手法が用いられている。
後頭部から頭皮に沿わせず、普通に三つ編みを編んでいく、後ろ髪を垂らすスタイルはブレイズ（Braids）と呼ばれる。
すぐにほどけてしまわないように、髪にかなり強いテンションをかけながら編むため、頭皮が痛くなったり、頭皮の血行不良から毛根が炎症を起こしたりもすることがある。
スタイリングのため、洗髪はスタイルの寿命を短くする。かゆみ等でどうしても洗髪したい場合は、分け目のラインに沿って地肌を洗う。外す時は、作った時とは逆に端から解いていく。

## 歴史

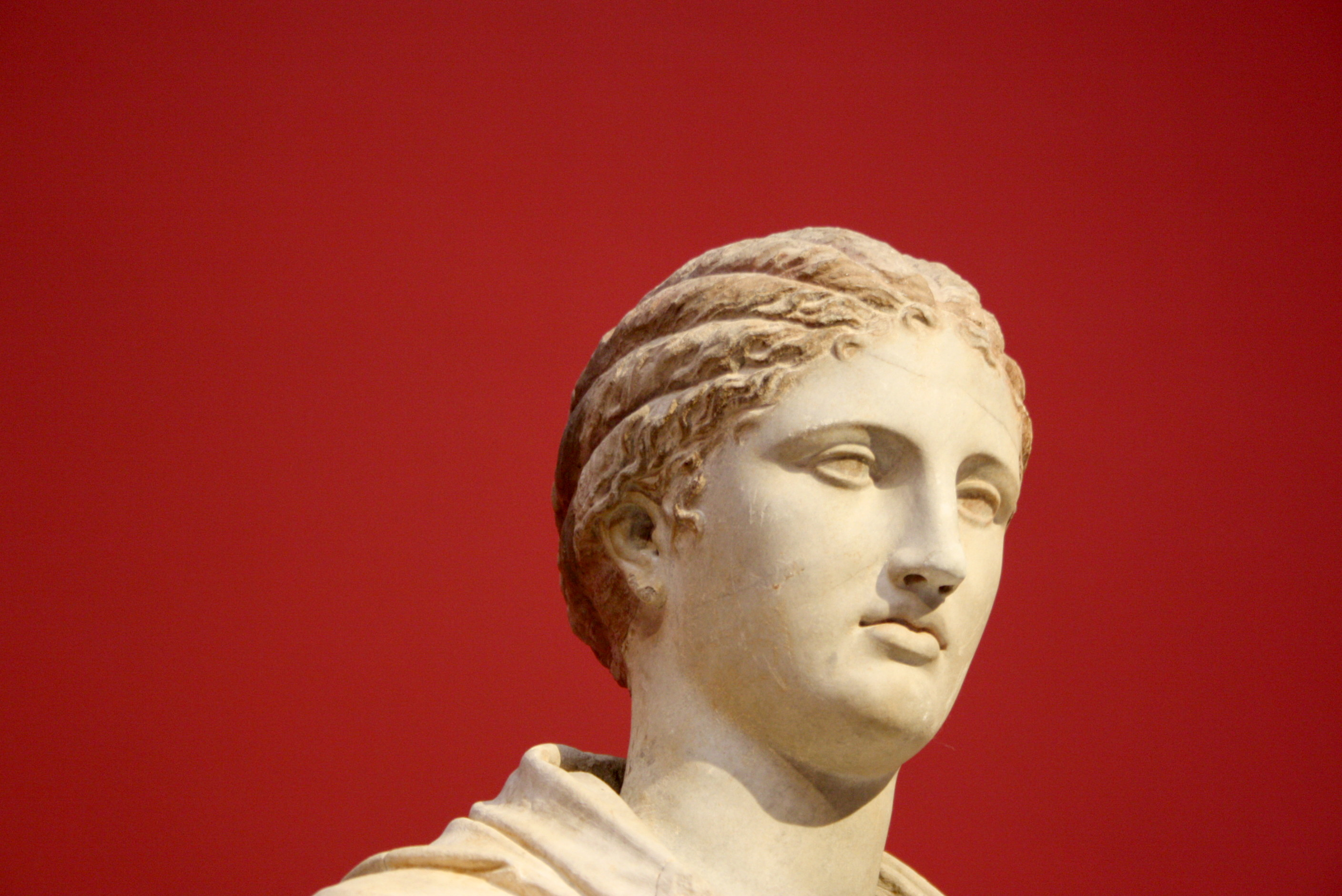
ヘルクラネウムの小女性像に見られるコーンロウ（2世紀頃）

コーンロウや三つ編みと思われるヘアスタイルの最古の描写は、現代のフランスとオーストリアで発見された2万5000～3万年前のブラッセンプーイのヴィーナスやウィレンドルフのヴィーナスと呼ばれる彫像が知られている。
サハラ砂漠のタッシリ高原にある石器時代の絵画には、コーンロウをした女性の姿が描かれており、その年代は紀元前3000年とされている。また、紀元前2000年には、アフリカの角に住む古代クシティ人がこのスタイルの三つ編みをしている描写が見られる。ローマ時代のウェスタの処女の伝統的なヘアスタイルには、コーンロウが取り入れられている。
女性の髪型をコーンロウにする伝統は、アフリカ全域、特にアフリカの角と西アフリカ、そしてアフリカの他の地域で人気を保っている。歴史的に見ると、男性のコーンロウヘアスタイルは、紀元前5世紀初頭の古代ギリシアの彫刻や美術品に見られることがあり、戦士や英雄によく見られる。また、紀元前3～4世紀の中東・地中海文明の美術品や彫像からも、このような髪型が戦士の文化として一般的だったことがうかがえる。

## 日本の学校
日本の一部の学校においては、コーンロウは不清潔な髪型とみなされることがある。2023年には兵庫県姫路市の県立高校で、アフリカ系アメリカ人の父親を持つ男子生徒がコーンロウにしたところ、校則違反として卒業式で隔離される事案も発生した。この事案について、兵庫県教育委員会は「教育的配慮が欠けており、適切な対応ではなかった」とした。